# South West Peninsula Football League
South West Peninsula Football League (SWPL), kallad Kitchen Kit South West Peninsula Football League eller bara Kitchen Kit League av sponsorskäl, är en fotbollsliga i England, grundad 2007. Ligan består av klubbar från Cornwall och Devon.
Ligan bildades genom en sammanslagning av Devon County Football League och South Western Football League. Första säsongen deltog 51 klubbar av vilka 20 kom från Devon County Football League, 18 från South Western Football League, tre vardera från Cornwall Combination League, Devon & Exeter Football League, East Cornwall Premier League och South Devon Football League samt en från Western Football League.
Ligan har sedan 2019 två divisioner, Premier Division East och Premier Division West, som båda ligger på nivå 10 i det engelska ligasystemet. Dessförinnan, under ligans första tolv säsonger, fanns det en Premier Division och två underdivisioner, Division 1 East och Division 1 West. Ligan har också en egen cup, kallad Walter C Parson Cup av sponsorskäl.
De två bästa klubbarna i varje division kan flyttas upp till Western Football League Premier Division (nivå 9). De två sämsta i varje division kan flyttas ned till Devon Football League eller St Piran Football League (nivå 11).

## Mästare

### 2007–2019
| Säsong  | Premier Division      | Division 1 East          | Division 1 West    | League Cup           |
| ------- | --------------------- | ------------------------ | ------------------ | -------------------- |
| 2007/08 | Bodmin Town           | Budleigh Salterton       | Wadebridge Town    | Bodmin Town          |
| 2008/09 | Bodmin Town (2)       | Exeter Civil Service     | Penzance           | Bodmin Town (2)      |
| 2009/10 | Buckland Athletic     | Royal Marines            | Perranporth        | Buckland Athletic    |
| 2010/11 | Buckland Athletic (2) | Liverton United          | Camelford          | Plymouth Parkway     |
| 2011/12 | Bodmin Town (3)       | Liverton United          | Newquay            | Bodmin Town (3)      |
| 2012/13 | Bodmin Town (4)       | Exmouth Town             | Godolphin Atlantic | Bodmin Town (4)      |
| 2013/14 | Plymouth Parkway      | Stoke Gabriel            | Callington Town    | Plymouth Parkway (2) |
| 2014/15 | St Austell            | Tavistock                | Helston Athletic   | Godolphin Atlantic   |
| 2015/16 | Bodmin Town (5)       | Tiverton Towns reservlag | Mousehole          | Bodmin Town (5)      |
| 2016/17 | Tavistock             | Stoke Gabriel            | Sticker            | St Austell           |
| 2017/18 | Plymouth Parkway (2)  | St Martin's              | Millbrook          | Falmouth Town        |
| 2018/19 | Tavistock (2)         | Stoke Gabriel            | Liskeard Athletic  | Saltash United       |

### 2019–
| Säsong  | Premier Division East | Premier Division West | League Cup |
| ------- | --------------------- | --------------------- | ---------- |
| 2019/20 |                       |                       |            |

Källa: